# Giuseppe Giovanelli
Giuseppe Giovanelli (Venezia, 5 dicembre 1824 – Lonigo, 11 settembre 1886) è stato un politico italiano.
Giuseppe, membro della nobile famiglia Giovanelli, ereditò diversi titoli nobiliari tra cui quello di Principe. Acceso nazionalista tanto da essere capobattaglione della guardia nazionale nel 1848-1849 ebbe vari incarichi politici e imprenditoriali come presidente di diverse società.
Fu senatore fin dal 1866, subito dopo l'annessione del Veneto al Regno d'Italia, ma anche sindaco di Venezia tra 1868 e 1870 per la Destra storica partecipando come membro del consiglio direttivo alla fondazione della scuola di commercio di Venezia divenuta poi l'attuale Università Ca' Foscari Venezia . Fu anche presidente dell'Accademia di belle arti di Venezia.
Sposò la principessa Maria Chigi (1836-1898), figlia di Sigismondo Chigi Albani della Rovere, VI principe di Farnese. Loro erede fu il figlio principe Mario Giovanelli che sposò Adelaide dei Conti Serego degli Alighieri.